# Valentina Kozlovskaïa
Pour les articles homonymes, voir Kozlovskaïa.
Valentina Iakovlevna Kozlovskaïa (en russe : Валенти́на Я́ковлевна Козло́вская) est une joueuse d'échecs russe née le 18 avril 1938 à Iessentouki en Union Soviétique, qui fut une des meilleures joueuses mondiales des années 1960 et 1970. Championne du monde senior en 1996 et championne d'URSS en 1965, elle a remporté deux tournois interzonaux et participé à trois tournois des candidates au championnat du monde d'échecs féminin. Elle reçut le titre de grand maître international féminin à sa création en 1976. En 2014, à 76 ans, elle remporta le championnat d'Europe des plus de 65 ans.

## Biographie
Valentina Kozlovskaïa est la veuve du grand maître soviétique Igor Bondarevski. Elle était biochimiste de profession.
Elle apprit à jouer aux échecs quand elle avait quinze ans et remporta le championnat d'URSS junior féminin trois ans plus tard et le championnat d'URSS féminin en 1965.

## Candidate au championnat du monde
Lors du tournoi des candidates de Subotica disputé en septembre-octobre 1967, Kozlovskaïa finit deuxième ex æquo avec Tatiana Zatoulovskaïa, 12,5 points sur 17 et une victoire sur la vainqueur Alla Kouchnir.
Lors du tournoi interzonal féminin de 1971, elle finit sixième avec 10,5 points sur 17 et fut éliminée du cycle des candidates.
En 1973, Kozlovskaïa remporta le tournoi interzonal de Minorque avec 13,5 points sur 19, devant Marta Shul, Irina Levitina et Nana Alexandria,  et se qualifia pour les matchs des candidates. En 1974, elle fut éliminée en demi-finale du tournoi des candidates par Irina Levitina (5,5 à 6,5).
En 1976, elle remporta à nouveau le tournoi interzonal disputé à Roosendaal aux Pays-Bas avec 9,5 points sur 13, à égalité avec Alla Kouchnir. En 1977, elle perdit en quart de finale des candidates contre Elena Fatalibekova (2 à 6).
En 1979, elle finit à la sixième place du tournoi interzonal de Rio de Janeiro avec 9,5 points sur 16 et fut éliminée du cycle des candidates.

## Vainqueur de l'olympiade féminine
En 1966, Kozlovskaïa joua au deuxième échiquier de l'équipe d'URSS lors de l'olympiade d'échecs féminine et remporta la médaille d'or par équipe.

## Championne du monde sénior

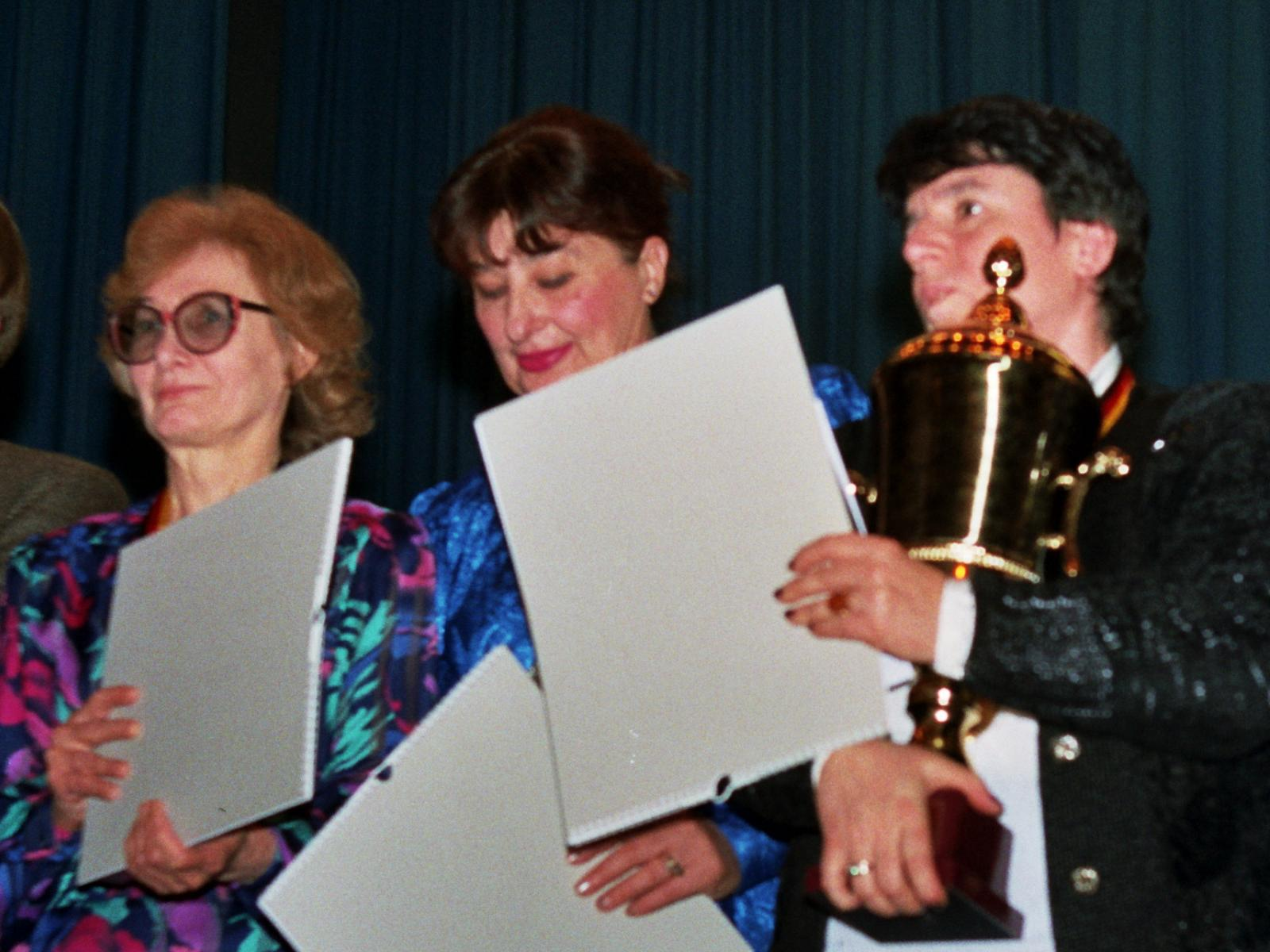
Valentina Kozlovskaïa (à gauche), médaille de bronze du championnat du monde sénior féminin de 1995 remporté par Nona Gaprindashvili (à droite).

Kozalevskaïa a remporté le championnat du monde d'échecs sénior féminin en 1996, après avoir été troisième en 1995. En 2000, elle fut deuxième de la compétition puis à nouveau troisième en 2001.